# Mesochorus fastigatus
Mesochorus fastigatus là một loài tò vò trong họ Ichneumonidae.